# Liste von Terroranschlägen in Marokko
Die Liste von Terroranschlägen in Marokko beinhaltet eine Übersicht über in Marokko verübte Terroranschläge.

## Erläuterung
In der Spalte Politische Ausrichtung ist die politische bzw. weltanschauliche Einordnung der Täter angegeben: faschistisch, rassistisch, nationalistisch, nationalsozialistisch, sozialistisch, kommunistisch, antiimperialistisch, islamistisch (schiitisch, sunnitisch, deobandisch, salafistisch, wahhabitisch), hinduistisch. Bei vorrangig auf staatliche Unabhängigkeit oder Autonomie zielender Ausrichtung ist autonomistisch vorangestellt, gefolgt von der Region oder der Volksgruppe und ggf. weiteren Merkmalen der Täter: armenisch, irisch (katholisch), kurdisch, tirolisch, tschetschenisch, dagestanisch, punjabisch (sikhistisch), palästinensisch.
Die Opferzahlen der Anschläge werden farbig dargestellt:

Die Zahl bei den Anschlägen getöteter/verletzter Täter ist in Klammern ( ) gesetzt.

## Liste
| Datum/Beginn     | Betroffenes Land                 | Anschlag                     | Täter                            | Politische Ausrichtung              | Mittel                  | Ziel                                                      | Tote     | Verletzte | Hintergrund                   |
| ---------------- | -------------------------------- | ---------------------------- | -------------------------------- | ----------------------------------- | ----------------------- | --------------------------------------------------------- | -------- | --------- | ----------------------------- |
| 18. Februar 1987 | Laâyoune-Boujdour-Sakia El Hamra | [ 1 ] [ 2 ] [ 3 ] [ 4 ]      | Frente Polisario                 | nationalistisch, sozialdemokratisch |                         | Militärstützpunkte                                        | 200      | 0         |                               |
| 16. Mai 2003     | Casablanca                       | Anschläge von Casablanca     | Salafiya Jihadia                 | salafistisch                        | 12 Selbstmordattentäter | Restaurants, Hotel, belgisches Konsulat, Jüdische Zentren | 33 (+12) | 100+      | Aufstand im Maghreb seit 2002 |
| 11. April 2007   | Casablanca                       | [ 10 ]                       |                                  |                                     | 3 Selbstmordattentäter  | Polizisten                                                | 0 (+3)   | 21        |                               |
| 28. April 2011   | Marrakesch                       | Terroranschlag in Marrakesch | Moroccan Islamic Combatant Group | islamistisch                        | Selbstmordattentäter    | Moschee                                                   | 17       | 24        |                               |